# Лукаш Вуйт
Лукаш Вуйт (пол. Łukasz Wójt, 13 травня 1982) — польський плавець.
Учасник Олімпійських Ігор 2008 року.
Призер Чемпіонату Європи з плавання на короткій воді 2008 року.
Призер літньої Універсіади 2007 року.